# Jelena Popržan
Jelena Popržan (geboren 1981 in Novi Sad, Jugoslawien) ist eine Bratschistin, Sängerin, Komponistin und Performerin, die in Wien lebt.

## Biografie
Popržan studierte Viola in Belgrad und schloss ein Master-Studium an der Universität für Musik und darstellende Kunst Graz Expositur Oberschützen ab. Ab 2008 gründete sie mehrere eigene Ensembles, darunter Catch-Pop String-Strong, Sormeh, die Band Madame Baheux und das Jelena-Popržan-Quartett.
Konzertreisen führten sie durch Europa, nach Peru, Mexiko, Kanada, Usbekistan, in die USA, die Türkei, alle Länder Ex-Jugoslawiens und alle Provinzen Österreichs. Sie spielt Klassik, World, Jazz, politisches Lied, Musikkabarett, Folk, Rock und Neue Musik.
Sie arbeitet unter anderem musikalisch mit Richard Schuberth, Thomas Gansch, Otto Lechner, Alegre Corrêa, Mathias Rüegg, Paul Gulda und Krzysztof Dobrek zusammen, als Theatermusikkomponistin und Schauspielerin unter anderem auch mit dem Ensemble make make (Warum das Kind in der Polenta kocht, Regie Sara Ostertag).

## Auszeichnungen
Das Catch-Pop String-Strong erhielt 2011 den Austrian World Music Award, Madame Baheux 2014 den Austrian World Music Award, 2014 und 2019 den STELLA-Preis für Theatermusik.

## Veröffentlichungen
- Soloalbum La Folia, 2022.
- Jelena Poprzan Quartett, 2022.